# Adriana Abenia
Adriana Abenia Gracia (Zaragoza, Aragón, 14 de julio de 1984) es una presentadora de televisión, escritora y actriz española.

## Biografía
Inició su carrera profesional como modelo en Milán, donde ha trabajado con diseñadores como Armani o Prada. Además, ha sido la imagen de prestigiosas firmas de cosmética, distribución y telecomunicaciones. Es diplomada en Turismo por la Universidad de Zaragoza y vive en Madrid.
En septiembre de 2009 se convirtió en colaboradora habitual del magacín Sin ir más lejos, de Aragón Televisión, y además condujo la gala de Nochevieja de la cadena junto a David Civera. En 2010, Telecinco la fichó para presentar un nuevo programa de actualidad y humor: Fresa Ácida. En mayo, estrenó en Aragón Televisión junto a David Marqueta el programa Dándolo todo.
Su punto álgido de popularidad llegó de la mano del programa estrella de la cadena privada, Sálvame en el que participó como reportera, consiguiendo entrevistar a pie de calle a miembros de la Casa Real y a líderes políticos.
Fue portada de la revista masculina FHM. Adriana, continuando con su carrera, fue la encargada de presentar las Campanadas de Fin de Año para dar paso al 2011 desde la Plaza del Pilar en Aragón Televisión junto a Jesús Nadador. Junto a Maxim Huerta, ha sido imagen de Pantene, presentando en Telecinco el Concurso SPA Pelo Pantene en el cual visitaron los Hoteles/SPA más prestigiosos de España.
En enero del 2011, fue elegida una de las 50 mujeres más sexys del mundo según la revista DTLux, y en junio de ese mismo año, fue elegida la 63 mujer más sexy del mundo de entre 100 por la revista FHM. 
colaboró como actriz en un capítulo de la serie Becarios para La Siete. En junio anunció que dejaría de ser reportera del programa Sálvame. En octubre, fue portada de las revistas DT y Must!. En 2011 presentó la "Gala de Nochevieja" y las "Campanadas" por tercer año consecutivo para dar paso al 2012 en Aragón Televisión y las lleva a máximo histórico.
En febrero del 2012, Shuarma (exlíder de Elefantes) y el grupo Volador lanzan un sencillo conjuntamente con la productora Warner Music, el videoclip llamado El último abrazo, es protagonizado por Adriana y se posiciona como uno de los vídeos más vistos en MTV España. En marzo de 2012, es nominada para los Premios del Cine Aragonés. A finales de ese mismo mes, es elegida mejor actriz en la Gala "Clips12" donde se premian los mejores vídeos musicales nacionales. El día 1 de julio de ese mismo año fue portada de la Revista Magazine del diario El Mundo. Desde el 30 de marzo de 2012 empieza de nuevo a colaborar con La Fábrica de la Tele, productora del programa Sálvame Deluxe con emisión semanal, donde tiene cabida en una sección propia. Desde el 18 de febrero y hasta el 28 de junio de 2013 formó parte del equipo del programa humorístico Así nos va de las sobremesas de La Sexta, donde compartió plató junto a Anna Simon y Florentino Fernández. Entre 2013 y 2014 fue la presentadora del programa de Aragón TV Me gusta Aragón junto a Miguel Ángel Tirado que cerró con un 19% de cuota de audiencia. Ese mismo año publicó su primera novela, Lo que moja la lluvia del Grupo Planeta, que se encuentra entre las novelas de ficción más vendidas.
En enero de 2014, se convirtió en concursante de la novena edición del programa ¡Mira quien baila! de La 1. En el mes de mayo volvió a ser por segunda vez portada de la revista FHM. Ese mismo año es la encargada de presentar el Certamen Mundial de Mixología en el Teatro Goya de Madrid. El 10 de junio, Adriana y Jaime Cantizano fueron los encargados de conducir los decimosextos Premios Iris de la Academia de las Ciencias y las Artes de Televisión. La ceremonia se emitió en La 1 de TVE y reunió a más de 1000 profesionales del medio. A principios de 2015 ejerce de maestra de ceremonias en los "Premios Gadget 2015", celebrados en el Hotel Wellington. En el mismo año es elegida por el cantautor Rash y Sony Pictures para protagonizar el videoclip de su sencillo "Primavera en tus maletas" que vio la luz en el mes de mayo de ese mismo año. En septiembre de 2015 se encarga de amadrinar las semifinales del talent show Insuperables de La 1.
En julio de 2016 ficha por TVE para incorporarse como colaboradora al programa matutino Amigas y conocidas. En septiembre de ese mismo año, y hasta marzo de 2017 donde se produjo su cancelación, se anuncia su incorporación como presentadora del programa de la sobremesa de Cuatro Hazte un selfi, junto a Uri Sabat.
En julio del 2017 fue la encargada de presentar el Pregón de Madrid y días más tarde la Clausura del World Pride en Madrid, por ese motivo consigue el Premio Iris de la Academia de la Televisión, por la cobertura del evento a nivel mundial. En febrero es la estrella invitada en una de las galas de Tu cara me suena en Antena 3. Desde febrero de 2019 es la colaboradora del programa diario Cuatro al día, de Cuatro. En mayo de 2019 ficha por TVE  para presentar junto a Manu Sánchez, Luis Larrodera y Leonor Lavado el programa ¿Juegas o qué? adaptación del formato británico Ready or not. El 2 de mayo de 2020 presenta junto a Frank Blanco y Ana Morgade la gala “El Gran Reto Solidario”, el evento más importante en la lucha contra el COVID-19 con las 5 ONGs más importantes. En agosto de 2020 ficha como colaboradora de Espejo público de Antena 3 y como copresentadora del tramo Es Verano! del mismo programa.
El 8 de mayo de 2022 arranca el nuevo proyecto de Mundo Brasero con Adriana como copresentadora con Roberto Brasero de este nuevo proyecto en las tardes del domingo de Antena 3, la semana siguiente Telemadrid anuncia también el fichaje de Abenia como una de las caras potentes de la cadena para la próxima temporada, donde presentará el programa Callejeando, en enero de 2023 se anuncia que tras el éxito del formato el programa ya se encuentra grabando la nueva temporada, la segunda edición se convierte en el programa de entretenimiento más visto del canal.
En julio del 2023 anuncia la portada de su segundo libro "La vida ahora" con la editorial Penguin, lanzamiento en octubre de cara a la campaña de Navidad y se convierte en uno de los libros más vendidos del año.
En enero del 2024 se anuncia su fichaje por Corazón de La 1 de RTVE, donde contará con sección propia dentro del nuevo formato presentado por Anne Igartiburu y Jordi González. 
En junio de 2024 se anuncian las grabaciones de la tercera temporada de Callejeando, el programa que presenta en Telemadrid, en julio se comunica su regreso a Aragón TV para presentar el formato estrella del canal, el concurso Pasados por Agua. 
En octubre de 2024 ficha por RTVE para presentar el formato La Fiesta Digital, un programa que une fiesta, tradición y tecnología.
En las Navidades del 2024 forma parte del histórico Telepasión de La 1 el día 24 de diciembre junto a Paula Vázquez.
En Nochebuena presenta la 'Gala Aragón Canta por Navidad' y el día de Nochevieja cierra el año y arranca el 2025 con la 'Gala Bienvenido 25', dando el mejor dato de la historia de Aragón TV.

## Vida privada
En abril de 2013 la presentadora anunció que iba a casarse con su novio de toda la vida, Sergio Abad, empresario y relaciones públicas. El 7 de junio del 2014 se iba a celebrar la boda, pero unos días antes la pareja decidió aplazarla debido a compromisos laborales.
A principios de noviembre de 2015, la presentadora anunció en la entrega de los Premios GQ Hombre del Año 2015 que se casaría en diciembre de ese mismo año con Sergio Abad, en una ceremonia íntima. El 18 de diciembre de 2015 contrajo matrimonio con Sergio Abad, tras un noviazgo de 17 años, en su ciudad natal Zaragoza con una exclusiva para la Revista Hola.
En enero de 2018 anuncia su primer embarazo.
En febrero del 2018 anuncia con una exclusiva en Revista Semana, que está embarazada de su primera hija, Luna, quien nació el 17 de julio de 2018.

## Trayectoria

### Programas de televisión
| Programas de televisión | Programas de televisión            | Programas de televisión | Programas de televisión |
| Año                     | Título                             | Cadena                  | Notas                   |
| ----------------------- | ---------------------------------- | ----------------------- | ----------------------- |
| 2009                    | Sin ir más lejos                   | Aragón TV               | Colaboradora            |
| 2010                    | Fresa Ácida                        | Telecinco               | Presentadora            |
| 2010 - 2011             | Dándolo todo                       | Aragón TV               | Presentadora            |
| 2010 - 2011             | Sálvame                            | Telecinco               | Reportera               |
| 2012                    | Sálvame Deluxe                     | Telecinco               | Colaboradora            |
| 2013                    | Así nos va                         | laSexta                 | Colaboradora            |
| 2013 - 2014             | Me gusta Aragón                    | Aragón TV               | Presentadora            |
| 2014                    | ¡Mira quién baila!                 | La 1                    | Concursante             |
| 2014                    | Premios Iris                       | La 1                    | Presentadora            |
| 2016                    | Amigas y conocidas                 | La 1                    | Colaboradora            |
| 2016 - 2017             | Hazte un selfi                     | Cuatro                  | Presentadora            |
| 2017                    | Trabajo temporal                   | La 1                    | Invitada                |
| 2017                    | Especial World Pride ¡qué orgullo! | Telemadrid              | Presentadora            |
| 2018                    | Tu cara me suena                   | Antena 3                | Invitada                |
| 2019                    | Cuatro al día                      | Cuatro                  | Colaboradora            |
| 2019                    | ¿Juegas o qué?                     | La 1                    | Presentadora            |
| 2020                    | Typical Spanish                    | La 1                    | Invitada                |
| 2020 - presente         | Espejo público                     | Antena 3                | Colaboradora            |
| 2022                    | Mundo Brasero                      | Antena 3                | Copresentadora          |
| 2022 - presente         | Callejeando                        | Telemadrid              | Presentadora            |
| 2024 - presente         | D Corazón                          | La 1                    | Colaboradora            |
| 2024 - presente         | Pasados por agua                   | Aragón TV               | Presentadora            |
| 2024 - presente         | La fiesta digital                  | La 2                    | Presentadora            |

### Series de televisión
| Series de televisión | Series de televisión | Series de televisión | Series de televisión | Series de televisión |
| Año                  | Título               | Personaje            | Canal                | Notas                |
| -------------------- | -------------------- | -------------------- | -------------------- | -------------------- |
| 2011                 | Becarios             | Protagonista         | La Siete             | 1 episodio           |

### Vídeoclips
| Vídeoclips | Vídeoclips               | Vídeoclips          |
| Año        | Canción                  | Grupo               |
| ---------- | ------------------------ | ------------------- |
| 2012       | El último abrazo         | Volador ft. Shuarma |
| 2015       | Primavera en tus maletas | Rash                |

## Obras
- Abenia, Adriana (2013). Lo que moja la lluvia. Espasa. ISBN 978-84-670-2129-5.

La Vida Ahora con Penguin Random House, lanzamiento el 26 de octubre de 2023.